# لس گور
لس گور (انگلیسی: Les Gore؛ 21 January 1914 – ۲۲ ژانویهٔ ۱۹۹۱) بازیکن فوتبال اهل بریتانیا بود.
از باشگاه‌هایی که در آن بازی کرده‌است می‌توان به باشگاه فوتبال لیتون اورینت، باشگاه فوتبال کارلایل یونایتد، و باشگاه فوتبال برادفورد سیتی اشاره کرد.